# Cortina d'Ampezzo
Cortina d'Ampezzo (Ladinisch: Anpëz of Anpezo, Duits: Hayden) is een plaats in de Italiaanse regio Veneto in de provincie Belluno. Cortina d'Ampezzo ligt in de nabijheid van enkele bekende bergpassen, zoals de Falzarego, Valparola, Giau en Tre Croci. 's Winters blijven deze ondanks de hoogte geopend om de plaats zo goed mogelijk bereikbaar te maken voor toeristen.

## Geschiedenis
Van de vroege middeleeuwen is er weinig bekend. De bewoners behoorden tot de Ladiners, een etnische groep die onder andere de Ladinische taal als gemeenschappelijk kenmerk heeft. 
In de zesde eeuw kwam de streek in handen van de Longobarden. Vanaf 776 behoorde het tot het rijk van Karel de Grote en later tot het Heilige Roomse Rijk. In 1420 werd Anpezo door Venetië veroverd. Op 21 oktober 1511 werd de stad heroverd door keizer Maximiliaan I en bij het graafschap Tirol gevoegd. Van 1809 tot 1813 werd Anpezo bezet door Napoleon. Na de val van Napoleon hoorde het gebied bij Oostenrijk, als deel van Oostenrijk-Hongarije.
Na de wapenstilstand van 4 november 1918, die een einde maakte aan de Eerste Wereldoorlog, werd Anpezo door het Italiaanse leger bezet. Volgens het Verdrag van Saint-Germain van 1919 werd de stad aan Italië toebedeeld. Omdat de Ladiners zich niet als Italianen, maar als taalkundige minderheid binnen Oostenrijk zagen, werden ze getroffen door de italianiseringspolitiek van Italië, die begon in 1919 en verhevigd werd door Benito Mussolini. Anpezo werd onder deze politiek losgemaakt van Zuid-Tirol, bij de provincie Belluno gevoegd en sindsdien Cortina d´Ampezzo genoemd. In de stad werd een monument opgericht voor de gevallen Italiaanse soldaten, maar er mocht geen monument komen voor de gevallen soldaten uit Anpezo zelf, omdat die aan keizerlijke Oostenrijkse zijde hadden gevochten. In 1998, tachtig jaar na de oorlog, kreeg men alsnog toestemming om een monument voor de gevallen eigen Ladinische soldaten uit het Oostenrijkse leger op te richten.
Na het einde van de Tweede Wereldoorlog sloot Cortina d´Ampezzo zich bij het streven van Zuid-Tirol aan om zich bij de nieuwe bondsrepubliek Oostenrijk te voegen. Dit had arrestaties van Ladinische separatisten door de Italiaanse veiligheidsdiensten tot gevolg. Men wilde daarna op zijn minst weer onderdeel worden van de provincie Zuid-Tirol. Op 29 oktober 2007 mocht er een referendum worden gehouden. De uitslag was dat 78% voor aansluiting bij Zuid-Tirol stemde. Protesten van de provincie Belluno en de regio Veneto leidden ertoe dat aan de volkswil geen gehoor gegeven werd. Belangrijkste reden was dat laatstgenoemde regio een toeristenplaats zou verliezen, waar welgestelde toeristen uit binnen- en buitenland veel geld uitgeven.

## Skisport
De plaats ligt in een brede bergkom in het dal van de rivier de Boite. Deze bergkom, de Conca di Cortina, wordt omgeven door de bergmassieven Cristallo en Tofana.
Cortina d'Ampezzo is het grootste centrum in dit deel van de Dolomieten en een gerenommeerd skigebied. Er worden regelmatig grote skiwedstrijden georganiseerd, waaronder World Cup-races.
Na de toegekende, maar later afgelaste Winterspelen van 1944, vonden in 1956 in Cortina d'Ampezzo de Olympische Winterspelen plaats. Het schaatsen speelde zich echter af in het hemelsbreed, tien kilometer noordoostelijk gelegen Misurina, hoewel Cortina d'Ampezzo zelf ook een uitstekende ijsbaan kende, de Fiames baan.
In Cortina d'Ampezzo zijn in 1932, 1941 (resultaten ongeldig verklaard), 1956 en 2021 de Wereldkampioenschappen alpineskiën georganiseerd. In 1956 was het WK onderdeel van de Olympische Winterspelen. Op 24 juni 2019 wees het Internationaal Olympisch Comité de Olympische Winterspelen van 2026 toe aan Milaan en Cortina d'Ampezzo.
Tijdens de Olympische Spelen van 2026 zullen in Cortina het bobsleeën, curling en een deel van de skiwedstrijden plaatsvinden. De schaatswedstrijden worden ditmaal gereden in Baselga, dat zo'n tachtig kilometer naar het zuidwesten ligt.

## Geboren
- Lino Lacedelli (1925-2009), alpinist
- Dino Gillarduzzi (1975), schaatser

## Trivia
Een deel van de James Bondfilm For Your Eyes Only (1981) is in dit dorp gefilmd.
Eerder speelde The Pink Panther (1963) met wijlen David Niven en Peter Sellers zich af in dit skiresort.

## Afbeeldingen

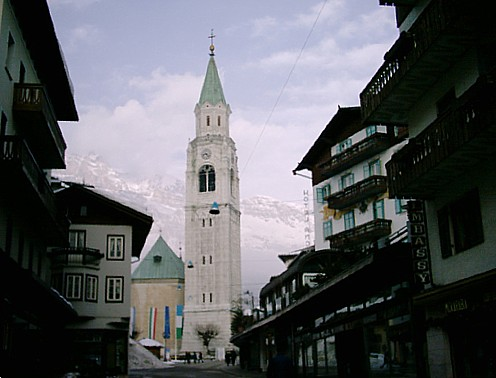
Cortina d'Ampezzo
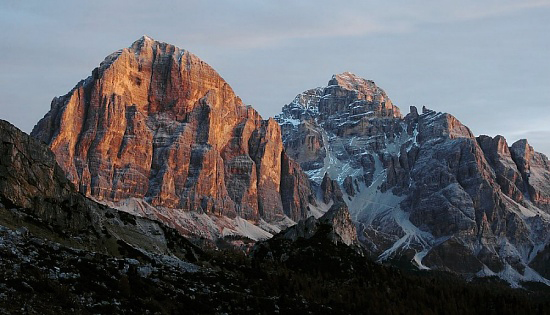
Tofana